# Аймар II (граф Валентинуа)
Аймар II де Пуатье (фр. Aymar II de Poitiers; не позднее 1173—1231/1232) — граф Валентинуа с 1188/1189 года. Сын Гильома I де Пуатье.

## Биография
В 1187 году упоминается как сеньор Булони-ан-Вале, Сен-Венсана и Барреса. С 1188/1189 года (после смерти отца) граф Валентинуа. В июне 1189 года граф Тулузы Раймунд VI в качестве маркиза Прованса передал Аймару II графство Ди (Диуа). В период Альбигойских войн Аймар II продолжал оставаться сторонником тулузских графов. После того, как их владения были объявлены конфискованными в пользу Симона де Монфора (1216), захватил Виваре.

## Семья
Не позднее 1196 года Аймар II де Пуатье женился на Филиппе де Фэи, даме де Клериё, дочери Гильома Журдена, сеньора де Фэи. Дети:
- Семноресса (ум. не позднее 1219), муж — Андре де Бургонь, граф де Гап и д’Амброн.
- Гильом II (31 января 1202—1227 до июня), граф Валентинуа.
- Жоссеранда (ум. 1251), муж — Пьер Бермон VII, сеньор д’Андюз.

Поскольку единственный сын Аймара II Гильом II умер ещё при жизни отца, ему наследовал внук — Аймар III.